# 黄帝心仙人
黄帝心仙人（こうていせんにん）は、日本のアーティスト、ダンサー、振付師、ダンス講師、ダンススクール主催者。UNIQLOの広告「ユニクロック (UNIQLOCK)」に参加しており（参加パートは自身で振付、出演を行っている）、ユニクロックは2008年カンヌ国際広告祭大賞グランプリをはじめ世界の広告賞23賞を受賞している。吉本興業にも所属している。リライブシャツアンバサダー。

## 経歴
千葉県出身。生年月日、身長体重、血液型等は非公開。常にサングラスを着用している。
サッカー選手を目指す少年であったが、足首を粉砕骨折したことから、その夢を諦める。大学時代に勧誘にあいダンスサークルに参加したが、粉砕骨折の後遺症から脚を激しく動かすことができなかった。しかし、逆に脚を使わない上半身の各部分を単独で動かすトレーニングアイソレーションに活路を見出し、アイソレーションに特化して徹底的に鍛錬したことで、ロボットダンス、アニメーションダンスのオリジナルのスタイルを確立させていった。大学１年生の終わりにその当時一番好きだったプロダンサーと同じイベントに出演し、イベント終了後ビデオを見返すと、自分の方がうまいと勘違いし、次の日に大学をと退学。
2003年、ダンスチーム無名（ウーミン）の一員としてさまざまなダンスコンテストで優勝。2004年には日本最大のストリートダンスコンテストであるJAPAN DANCE DELIGHT vol.11に参加し、準優勝を果たした。G'old（ジ・オールド）に参加し2005年のJAPAN DANCE DELIGHT vol.12ではチームリーダーとして優勝を果たす。G'old解散後、同じメンバーだったキッキイと黄帝心仙人として無名の心（うーみんのこころ）を結成する。
無名の心は、日本テレビ系列局バラエティ番組『少年チャンプル』『スーパーチャンプル』に出演し知名度を高める。
2006年、無名の心のダンスを収めたDVDがヒューマンインターフェースシステムより発売される。
また、2006年にはUNIQLOのCM「UNIQLOCK」「UNIQLOCK MIXPLAY」に無名（ウーミン）のダンス映像が採用される。この「UNIQLOCK」は2008年にカンヌ国際広告祭グランプリ、東京インタラクティブアドアワード2008年グランプリなど、世界の広告賞を23賞を受賞する。このCMを見たミッシー・エリオットからオファーを受け、無名（ウーミン）は「Ching-a-Ling」「Shake Your Pom Pom」のミュージック・ビデオにゲスト出演する。また、同時期に無名（ウーミン）はマーティン・ソルヴェイグからのオファーを受け、アルバム『セラヴィー』のミュージック・ビデオにゲスト出演している。
2009年、無名の心を解散し、黄帝心仙人としてのソロ活動の比重が高まる。
2013年9月、自らが取締役会長となり株式会社タイムマシーンを東京都港区六本木に設立。アニメーションダンス、ロボットダンスを主体としたダンスチーム「タイムマシーン」としてのパフォーマンス、ダンスイベント開催、ダンスイベントへの参加、後進のためのダンススクール《黄帝心仙人アカデミー》などの事業を行う。
2014年10月末、自らがオーナーとなり、飲食店「エジプトカレー」を新宿に開店する。
2014年11月19日に放映された『ナカイの窓』（日本テレビ系列）にゲスト出演した際には「アニメーションダンスのパイオニア」「人間離れした動きは超一級」と評されている。
孫正義からの依頼でPepperの開発に携わる。
2015年2月には、ダンスチーム「タイムマシーン」が国際交流基金アジアセンターとパルコが主催する文化交流プロジェクト「ダンス・ダンス・アジア」に日本代表のストリートダンスチームの1つに招聘されマレーシアで公演、ワークショップを開催した。同年4月、アジアズ・ゴット・タレントに出場した「タイムマシーン」が、アジアでは初めての「ゴールデンブザー」を審査員の満場一致で獲得する。
2015年5月、講談社より『究極軸 好きな「何か」を磨いて成功する9つの習慣』を刊行する。
中丸三千繪（2019年、オペラ）、井脇幸江（2019年、バレエ）などアニメーションダンスと異分野のコラボステージを開催する。いずれも世界初の事例である。
2022年には、世界初となるアンドロイドダンスボーカルグループ『A.I.A』の活動をダンスアーティストのJURIANAと共に始動。
2022年6月、「究極のストレッチ革命」として「ISOLEX（アイソレクス）」を考案、発表する。
2022年10月にリライブシャツアンバサダーに就任。

## 出演・振付
- ももいろクリスマス2014さいたまスーパーアリーナ大会〜Shining Snow Story〜 - 出演、ダンスプロデュース[14][2]
- Hey! Say! JUMP「ウィークエンダー」 - 振付[2]
- ダンス・ダンス・アジア2018年東京公演「宇宙 -Space-」 - 振付・演出。脚本を鈴木おさむが担当[15][16]

他、多数。

## 著作
- 『究極軸 好きな「何か」を磨いて成功する9つの習慣』 （講談社、2015年5月、ISBN 978-4062194556）